# Oflag VIII C
Oflag VIII C was tijdens de Tweede Wereldoorlog een Offizierslager, een krijgsgevangenenkamp voor officieren in het plaatsje Juliusburg (nu Dobroszyce, Polen) in Silezië, destijds Duitsland.
In Juliusburg was het klooster Amalienstift, het had een losstaande kerk. Toen de oorlog uitbrak, deed het gebouw nog dienst als klooster, maar in november 1940 werd 60% van het klooster ingericht als krijgsgevangenkamp en de rest werd gebruikt als katholiek weeshuis. De nonnen bleven in dat deel wonen.
De Nederlandse gevangenen, die in 1940 geweigerd hadden om de erewoordverklaring te tekenen, werden eerst in Oflag VI A in Soest ondergebracht en vervolgens per trein naar Juliusburg gebracht. Toen zij daar op 14 november aankwamen, waren er al 363 Belgische officieren en een aantal ordonnansen. Na de succevsolle ontsnapping van de kapitein Trebels en luitenant van de Veer werden alle Nederlandse gevangen op 23 juli 1941 overgeplaatst naar [Slot Colditz].

## Nederlandse gevangenen

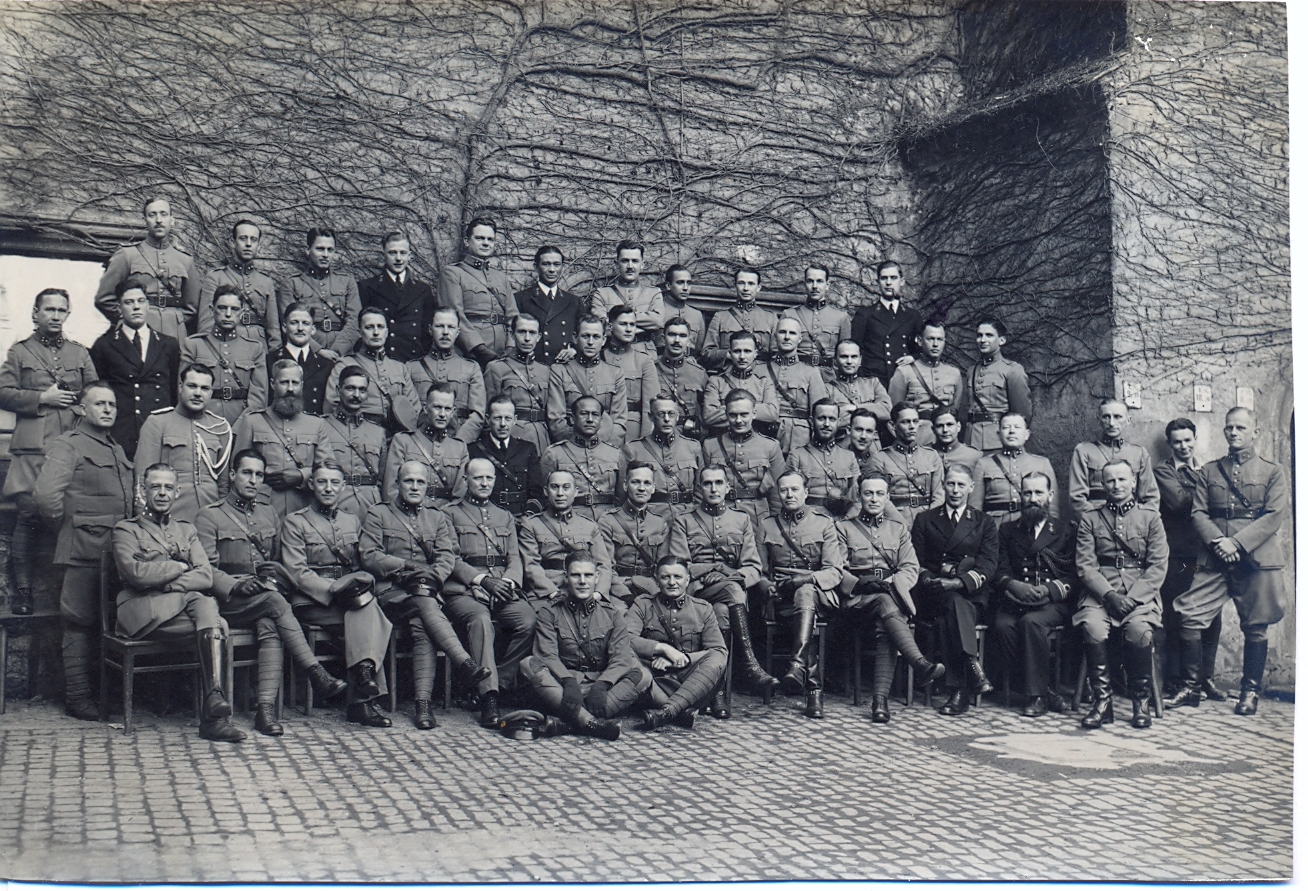
Nederlandse gevangenen in Colditz, maart 1942

Er waren 69 Nederlandse officieren en cadetten, onder meer:
| - 1e luitenant KNIL Henri Emile Christiaan van Ameyden van Duym - Lt-kol Tede Beets - 1e luitenant KNIL M Braun - 1e luitenant KNIL F M F Claassen - 1e luitenant KNIL Gerrit Dames - LTZ 1e klas D J van Doorninck - LTZ 2e klas Charles Douw van der Krap - 2e luitenant O L Drijber - kapitein KNIL Adolf Dufour - kapitein Eras - cadet vaandrig F V Geerlings - majoor KNIL Cornelis Giebel - 2e luitenant G T Grijzen - cadet vaandrig J H Hageman | - 2e luitenant Leo de Hartog - kapitein KNIL Machiel van den Heuvel - 1e luitenant L.E. Hinrichs - kapitein KL van der Hoog - 1e luitenant KNIL van Hutten - Ltz 3e klas F E Kruimink - matroos stoker 2e klas Wim de Lange - Majoor KNIL D.R.A. van Langen - LTZ 2e klas Hans Larive - cadet sergeant C Linck - 2e luitenant van Lingen - kapitein KNIL K.J. Luchsinger - 2e luitenant A P T Luteyn - LTZ 2e klas Diederik van Lynden - kapitein F.H. ter Meulen - kapitein KNIL J.P. Moquette | - kapitein KNIL Adrie Nouwens - kapitein KNIL A.J.A. Pereira - kapitein KNIL E.Pesch - kapitein der mariniers mariniers H. O. Romswinckel (adj. van de Koningin) - Lt-kol Rooseboom - kapitein Schepers - 2e luitenant F.J. van der Schraaf - cadet vaandrig Hans von Seydlitz Kurzbach - 1e luitenant KNIL John Smit - LTZ 2e klas Francis Steinmetz - kapitein KNIL H.J. Veenendaal - kapitein KNIL Quintus de Veer - kapitein KNIL T. Willer - 2e luitenant Witjens | - 1e luitenant KNIL B. Andringa - 1e luitenant KNIL H.C. Bajetto - kapitein KNIL F.J. Bijvoet - 2de-luitenant KNIL H G Donkers - majoor KNIL Edu Engles - 1e luitenant KNIL D.C. van Hutten - cadet-vaandrig inf A. G. L. Ligtemoet - kapitein KNIL J. J. Mojet - sergeant Otten - kapitein infanterie KNIL John Trebels - 1ste-luitenant inf. KNIL Frans van der Veen - kapitein KNIL L.T.W. de Vries - 2de-luitenant Schelte Westra |

Ze hadden twee slaapzalen (luitenantskamer en kapiteinskamer) en een eetzaal, waar een warme lunch werd genuttigd. Verder was er een leeszaal.
Een van de gevangenen, Quintus de Veer, bleek veel sympathie voor de Duitsers te hebben. Op verzoek van majoor Engles werd hij op 11 mei 1941 uit het kamp verwijderd. Hij kwam in Nederland bij de Waffen-SS en sneuvelde in 1945 bij Berlijn.
Ontsnapping
Trebels had hun ontsnapping goed voorbereid. Zijn vrouw had hem een blikje appelstroop opgestuurd met Duits geld. Op 6 april 1941 gingen Trebels en Frans van de Veen met een valse sleutel naar de zolder en bereikten zo de buitendeur van het weeshuis. Via Zwitserland bereikten ze Nederlands-Indië. Daar werd kapitein Trebels gevangen genomen door de Japanners, Frans van der Veer wist met een sloep wederom te ontsnappen naar Ceylon (Sri Lanka).